# Åke Stenqvist
Åke Stenqvist, född 31 januari 1914 i Kungsholms församling i Stockholm, död 12 augusti 2006, var en svensk allroundidrottsman, med främsta meriterna i längdhopp och stafettlöpning.

## Karriär

### Friidrott
Stenqvist representerade IK Mode åren 1935-1938 och därefter IF Sleipner, där han var ordförande åren 1939 till 1945.
Han utsågs 1938 till Stor Grabb nummer 94.
I längdhopp vann han SM-guld åren 1935-1938 samt 1940-1942. Vid de Olympiska Sommarspelen i Berlin 1936 nådde han tionde plats och vid Europamästerskapen år 1938 slutade han elva.
Han deltog i det segrande laget i 4x100 m vid SM 1940 samt i det svenska laget som blev oplacerat i samma gren vid OS 1936. Han var även med i femkamp och vann SM i den grenen åren 1940-42.
Vid EM i friidrott år 1938 var han med i det svenska laget som i Paris vann silvermedalj i stafett 4x100 meter. Övriga svenskar var Gösta Klemming, Lennart Strandberg och Lennart Lindgren.

### Övriga idrotter
I fotboll var Stenqvist målvakt i Karlbergs BK:s juniorlag åren 1929-1932.
I ishockey var han vänsterback i Karlbergs BK åren 1931-1943.
I bandy var han vänsterback eller ytterhalvback i IK Mode åren 1936-1938 samt i Järva IS 1940-1943.
I handboll var han inomhus back och utomhus ytterhalvback i IF Sleipner från 1936. Han spelade även några landskamper i handboll.

## Personliga rekord
- 100 m: 10,7 s (Södertälje 17 juni 1938)[11]
- 200 m: 21,8 s (Stockholms Stadion 15 juli 1938)[12]
- 400 m: 49,6 s (Stockholms Stadion 18 september 1938)[13]
- 400 m: 49,5 s[7]
- Längdhopp: 7,47 m (Berlin Tyskland 1 augusti 1937)[13]
- Kula: 12,24 m[7]
- Diskus:36,42 m[7]
- Spjut:55,60 m[7]
- Femkamp:4 403 p[7]